# Danila Kozlovski
Danila Valérievich Kozlovsky (Moscú, 3 de mayo de 1985) es un actor y director ruso.

## Biografía
La madre de Kozlovski es Nadezhda Zvenigorodskaya, una actriz de teatro, y su padre es Valeri Kozlovski, profesor de la Universidad Estatal de Moscú especializado en comunicaciones de marketing y de masas. Kozlovski tiene un hermano mayor, Yegor, y un hermano menor llamado Iván. Desde muy joven Danila tomó clases de danza y música, aprendió a tocar el saxofón y el alto.

## Carrera
En 1996, fue aceptado en la Escuela Naval Militar Kronshtadt, a la que asistió hasta su graduación en 2002. Después de graduarse, se matriculó en el Teatro de Artes de la Academia de San Petersburgo, allí es supervisado por Lev Dodin. Durante su cuarto año hizo su debut en el escenario del Pequeño Teatro de Drama (Teatro de l'Europe), interpretando a Edgar en King Lear (2006). El papel le trajo su primer premio de teatro - un premio especial del Consejo de Expertos de la "Sofit de oro" (el premio de teatro de primer nivel en San Petersburgo) al Mejor Debut.
En el mismo año también recibió su primer premio como actor de película, el Premio Elefante Blanco de Critics Cinema Guild rusa al mejor papel protagonista (en la película Garpastum, 2006). También recibió el Premio Águila de Oro Nacional " Dukhless "(2012, nominación al "Mejor Actor de Cine").
En 2014, interpretó a Dimitri Belikov en su primera película estadounidense, Vampire Academy. En 2015 hará el papel de Erast Fandorin en El Decorador, basada en la novela homónima de Boris Akunin. Anteriormente había interpretado a Egor Dorin en la película The Spy]], basada en otra novela de Akunin, The Spy Novela.
Actualmente se lo puede ver en el comercial para Coco mademoiselle de Chanel junto a Keira Knightley. Además destaca su participación en la serie Vikingos interpretando el papel del rey Oleg.

## Vida privada

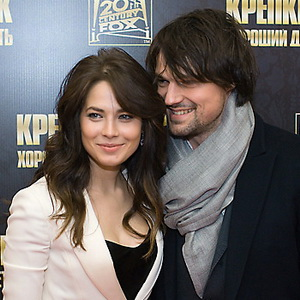
Yuliya Snigir y Danila Kozlovski, durante el estreno de A Good Day to Die Hard, en 2013

En otoño del 2008 se casó con la actriz Ursula Magdalena Malka. Sin embargo la pareja se divorció en 2011. En 2012 Kozlovski comenzó una relación sentimental con la modelo y actriz rusa Yuliya Snigir, que tendría fin en el 2013.

## Filmografía

### Cine
| Año       | Título                        | Papel                                | Notas |
| --------- | ----------------------------- | ------------------------------------ | --- |
| 1999      | Simple Truths                 | Denis                                | Serie de televisión |
| 2003      |                               | Valera                               | Serie de televisión |
| 2003      |                               | Popov                                | Serie de televisión |
| 2004      | Sissi: The Rebel Empress      | Francisco José I de Austria de joven | Telefilm |
| 2004      | Modigliani                    |                                      | |
| 2005      | Garpastum                     | Nikolai                              | Russian Guild of Film Critics Award for Best Actor                                                                                                   |
| 2006      | Alka                          | Lenya Astakhov                       | Miniserie |
| 2006      | Victor                        |                                      | |
| 2007      | Lenin's Legacy                | Sergei                               | Miniserie |
| 2008      | Black Hunters                 | Sergei "Bormann" Filatov             | También conocida como We Are from the Future y Back in Time Nominado—MTV Russia Movie Award for Best Kiss (compartido con Ekaterina Klimova)         |
| 2009      | Jolly Fellows                 | Lyusya                               | |
| 2009      | A. D.                         | Daniil Ageev                         | |
| 2010      |                               | Andrei Gromov                        | |
| 2010      |                               | Yevgeniy Kostin                      | Serie de televisión |
| 2010      | Moscow, I Love You!           | Taxista                              | |
| 2011      | Gulf Stream Under the Iceberg | Ari Brylskiy                         | |
| 2011      | Hamlet of the 21st Century    | Laertes                              | |
| 2011      | Mitya                         |                                      | |
| 2011      | Five Brides                   | Alexei Kaverin                       | |
| 2011      | Andrei Egorov                 |                                      | |
| 2011      | Rasputin                      | Gran duque Dmitri Pavlovich          | Coproducción ruso-francesa |
| 2012      | Shpion/ The Spy               | Egor Dorin                           | |
| 2012      | Soulless                      | Max Andreev                          | Premio Águila de Oro al mejor actor principal Nominado—Premio Nika al Mejor Actor Nominado—Premio del Gremio Ruso de Críticos de Cine al Mejor Actor |
| 2012      | Leyenda N.º 17                | Valeri Jarlamov                      | |
| 2013      | It All Began in Kharbin       | Boris Eybozhenko                     | Telefilm |
| 2013      |                               | Vadim                                | Telefilm |
| 2014      | Dubrovsky                     | Vladimir Dubrovsky                   | Largometraje y miniserie |
| 2014      | Vampire Academy               | Dimitri Belikov                      | |
| 2015      | Soulless 2                    | Max Andreev                          | |
| 2015      | Flight Crew                   | Alexey Guchshin                      | Remake de Air Crew |
| 2016      | The Decorator                 | Erast Fandorin                       | |
| 2016      | Viking                        | Vladimiro el Grande                  | |
| 2018      | Dovlatov                      | David                                | |
| 2018      | Тренер (Entrenador)           | Yuri Stoleshnikov                    | Director |
| 2019-2020 | Vikingos                      | rey Oleg                             | |
| 2021      | Chernobyl                     | Alexei karpushin                     | socorrista, bombero |
| 2022      | Joven                         | Nicolás                              | |

## Premios y nominaciones
| Premio                                                    | Año  | Categoría                                     | Trabajo nominado | Resultado |
| --------------------------------------------------------- | ---- | --------------------------------------------- | ---------------- | --------- |
| Glamour Awards                                            | 2013 | Hombre del Año                                |                  | Ganador   |
| Premio Águila de Oro                                      | 2012 | Premio Águila de Oro al mejor actor principal | Soulless         | Ganador   |
| Golden Floodlight Theatre Awards                          | 2006 | Mejor Debut                                   | King Lear        | Ganador   |
| GQ Awards                                                 | 2013 | Hombre del Año                                |                  | Ganador   |
| MTV Russia Movie Awards                                   | 2008 | Mejor Beso                                    | Black Hunters    | Nominado  |
| Nika Awards                                               | 2012 | Mejor Actor                                   | Soulless         | Nominado  |
| Premio del Gremio Ruso de Críticos de Cine al Mejor Actor | 2005 | Mejor Actor                                   | Garpastum        | Ganador   |
| Premio del Gremio Ruso de Críticos de Cine al Mejor Actor | 2012 | Mejor Actor                                   | Soulless         | Nominado  |
| Constellation Film Actors Festival                        | 2008 | Mejor Actor Principal                         | Back in Time     | Nominado  |